# Web architect
Il Web Architect (o Progettista web) è il responsabile finale di un progetto web in tutti i suoi aspetti visivi, tecnici e funzionali. Il web architect è una figura legata al mondo di Internet, nata dall'esigenza di avere un professionista in grado di coordinare e far dialogare tra loro le differenti figure che operano con il web, quali il web designer, lo sviluppatore web, il webmaster, il SEO, il grafico, coloro che si occupano di web marketing o i web copywriter.
Il web architect si colloca normalmente a capo di un gruppo di lavoro costituito da questi differenti professionisti, ognuno esperto in una determinata disciplina attinente al mondo di Internet.
Egli ha il compito di coordinare queste differenti figure e di garantire la perfetta integrazione dei singoli interventi, in modo tale che il progetto finale (normalmente un sito internet con tutti i suoi aspetti funzionali e gestionali) risulti equilibrato in ogni suo aspetto, sia essa la grafica, il codice con cui è scritto o la gestione dello stesso.

## Ruolo
Ruolo del web architect è garantire la buona architettura informativa di un sito web, cioè garantire che l'accesso al contenuto del sito sia facile e veloce. Il suo compito ad esempio è quello di coordinarsi con il web designer affinché la grafica del sito non sia solo bella ed accattivante ma permetta una facile navigabilità all'interno del sito stesso, che non risulti eccessivamente "pesante" da rallentare la navigazione di coloro che non dispongono di un collegamento internet veloce. Si relaziona con lo sviluppatore web al fine che il codice HTML con cui è realizzato il sito rispetti tutti gli standard del W3C, compresi quelli dell'accessibilità,
e si relaziona con il programmatore web affinché gli script utilizzati nelle interfacce web siano funzionali e rapidi nell'esecuzione. In parallelo lavora con gli esperti di posizionamento e indicizzazione di motori di ricerca, i cosiddetti SEO, per garantire che il sito sia ottimizzato per il posizionamento naturale nei motori di ricerca.
Infine programma l'attività di gestione del webmaster prima ancora della realizzazione del sito, al fine di risparmiare tempo, una volta che il sito sarà on-line, con un attento crono programma di lavoro.

## Competenze
Le competenze del web architect riguardano il web marketing, il web design, il design dell'interazione, le conoscenze di ottimizzazione per i motori di ricerca. Ha conoscenze da web master e conoscenze di usabilità del web e di accessibilità.
Il web architect, coordina le differenti conoscenze e professionalità del web come un architetto coordina carpentieri, falegnami, idraulici, operai specializzati in un cantiere edile.
La sua presenza permette la realizzazione di un piano di comunicazione via web ben strutturato e calibrato che vede il suo fulcro nella realizzazione di un sito internet e ne garantisce la validità e la bontà tecnica, comunicativa e gestionale.